# Haussegen

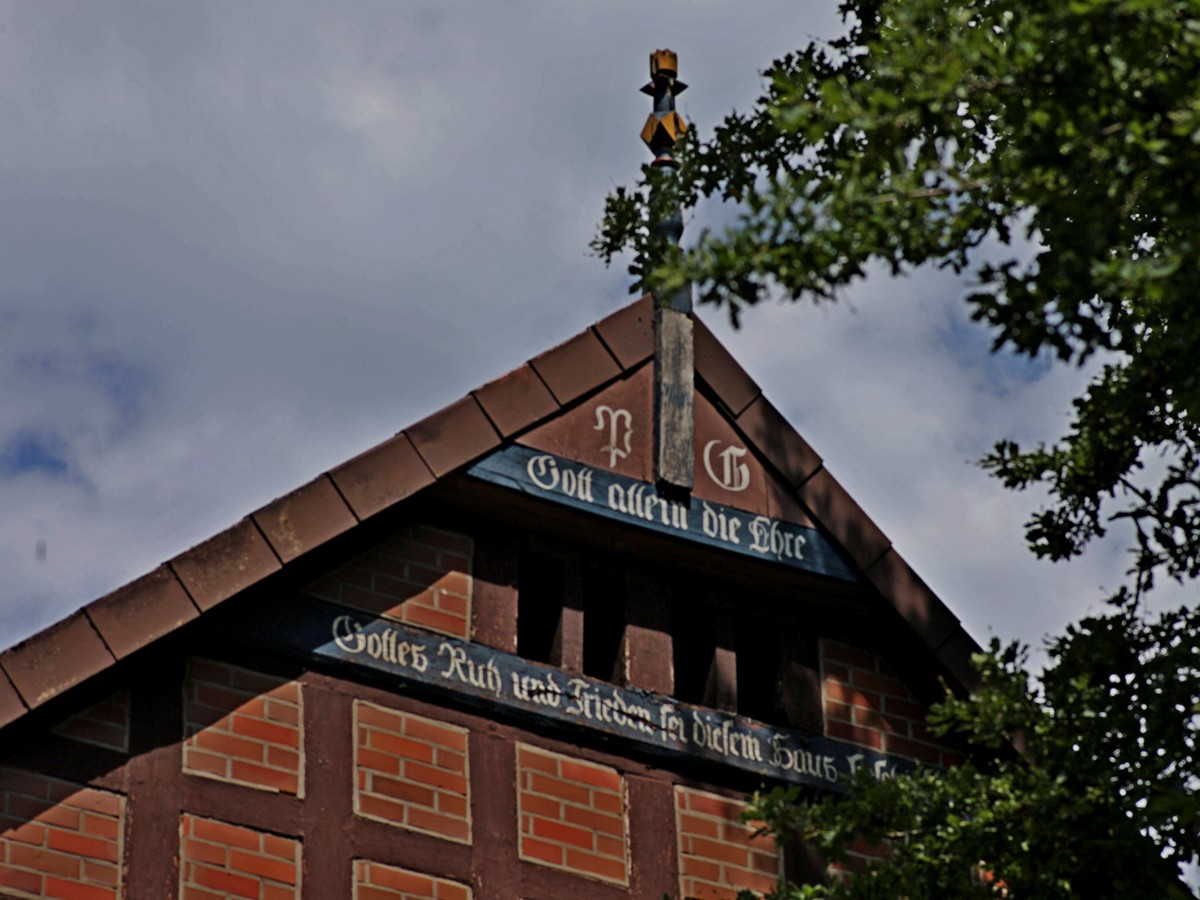
Haussegen am Giebel eines Bauernhauses in Bussau

Haussegen sind in der christlichen Volkstradition Segenssprüche für das Heim, die im Haus angebracht werden. Sie sollen das Haus, den gesamten Besitz und die Bewohner unter den Schutz Gottes stellen.

## Geschichte und Varianten

Haussegen als Chromolithografie, die eine Brandmalereiarbeit nachahmt (um 1900)

Haussegen als Chromolithografie, die ein Stickbild nachahmt (um 1900)

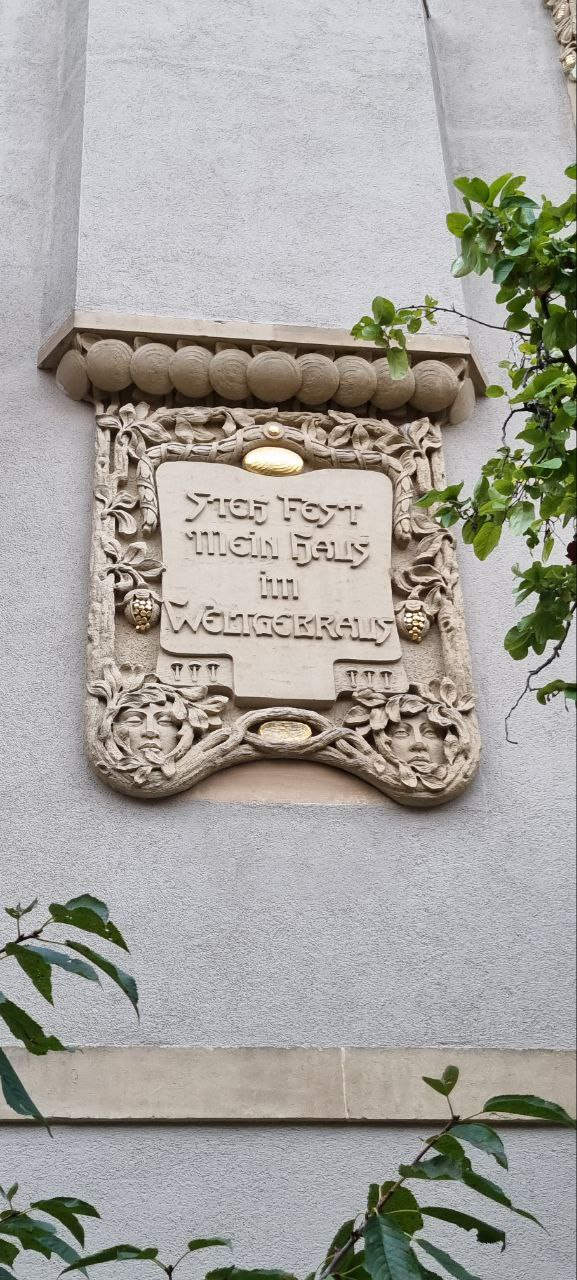
Segensspruch an einer Jugendstilvilla

Die vor dem 19. Jahrhundert verbreiteten Haussegen sollten das Haus und seine Bewohner beschützen und zur Gottesfurcht ermahnen. Sie wurden ursprünglich entweder direkt auf die Wand aufgebracht oder in das Gebälk geschnitzt. Später kamen Tafeln mit – meist von einer dekorativen Verzierung umgebenen oder in ein Bildmotiv hineingesetzten – Sprüchen auf, die an die Wand gehängt wurden. Zusammen mit (anderen) Wandsprüchen wurden Haussegen in der zweiten Hälfte des 19. Jahrhunderts, bedingt durch den Fortschritt der Druckindustrie, als Massenware verkauft. Ihre größte Beliebtheit erreichten sie um 1900.
Hersteller oder Verlag sind allenfalls bei größeren und prächtigeren Drucken angegeben, wahrscheinlich wurden Haussegen aber bei den großen Wandschmuck-Herstellern gedruckt. Zu den Herstellern zählten Verlage wie Ernst Kaufmann in Lahr, Carl Hirsch oder Morstatt Schrodt & Co. bzw. dessen Nachfolgefirma Johannes Schrodt. Eine Zuordnung zu den einzelnen Drucken ist nur vereinzelt möglich.
Eine Gruppe der Drucke ist mit Häusliche Tugenden betitelt und trägt die Verse „Des Hauses Zier ist Reinlichkeit, des Hauses Ehr Gastfreundlichkeit, des Hauses Segen Frömmigkeit, des Hauses Glück Zufriedenheit“. Es sind Exemplare dieser Art aus der Zeit um 1860–70 erhalten. Sie hingen oft neben einem Pendant mit dem Titel Christlicher Haussegen oder Göttlicher Haussegen und dem Text „Wo Glaube, da Liebe…“. Auf einigen Haussegen wird der Segensspruch von einer Blumengirlande, die oben von zwei Engeln zusammengehalten wird, umgeben. Gleiche Bildmotive konnten auch mit unterschiedlichen Texten (oder umgekehrt) geliefert werden.
Da Haussegen bei beiden großen Konfessionen beliebt waren, konnte der Hersteller so auf die Wünsche seiner Kunden eingehen: Für Katholiken wurden Marien- oder Heiligenbilder eingefügt, für Protestanten Christusbilder oder Kreuzdarstellungen, manchmal auch ein Porträt von Martin Luther.
Von den 1880er Jahren an waren gestickte Haussegen weit verbreitet. Man verzierte sie dann häufig mit kleinformatigen Chromolithografien, sogenannten Scraps (auch Chromos oder Oblaten genannt) oder mit getrockneten Edelweißblüten und Farnkräutern. Gerne wurden sie auch mit Églomisés, einer Hinterglastechnik, kombiniert. Einige dieser Arbeiten sind großformatig, aufwendig und weisen mehrere Segenssprüche auf. Gestickte Haussegen waren ein beliebtes Hochzeitsgeschenk und an keine soziale Schicht gebunden.
Zu Beginn des 20. Jahrhunderts begannen sich Haussegen auch in ländlichen Gebieten und Arbeiterwohnungen durchzusetzen, während sie in der bürgerlichen Mittelschicht und im Kleinbürgertum zunehmend auf Ablehnung stießen.

### Geschnitzter Haussegen
Eine besondere Art sind Haussegen aus Holz – nicht als Spruchtafel, sondern als aufgehängtes dreidimensionales Kreuz. Diese Form entstand aus dem Tischkreuz, das jede Bauernstube hatte. Dieses wurde jährlich zu Weihnachten oder Ostern verbrannt und vom Vorknecht neu geschnitzt. Vor allem in der Weststeiermark entstand daraus der an die Decke gehängte Haussegen. Dieser besteht aus einem Grundgerüst in Form eines Doppelkreuzes (Achsen einer doppelten Quadratpyramide mit Bögen aus Weide oder Haselnuss herum). Geschmückt sind die Bögen mit fächerförmigen Ornamenten, unten hängt oft der Heilige Geist als Taube. Diese Schnitzereien gelingen am besten mit Pappelholz.

## Übertragene Bedeutungen
Die Redewendung der Haussegen hängt schief drückt aus, dass es in einer Ehe oder Familie vorübergehend Missstimmungen oder Streit gibt.